# Carl Wachtmeister (1856–1935)
Carl Axel Baltzar Wachtmeister af Johannishus, född 16 februari 1856 i Gryts församling, Kristianstads län, död 15 januari 1935 i Allerums församling, Malmöhus län, var en svensk greve och hovfunktionär.

## Biografi
Carl Wachtmeister af Johannishus föddes 1856 på Vanås i Gryts församling. Han var son till överstekammarherren Axel Wachtmeister af Johannishus och statsfrun friherrinnan Elisabet von Platen hos drottningen. Wachtmeister blev 21 december 1872 volontär vid Skånska husarregementet och samma år vice korpral vid regementet. Han avlade 26 maj 1875 mogenhetsexamen i Kristianstad och blev 14 juli 1875 elev vid Krigsskolan på Karlberg. Wachtmeister tog 15 juli 1876 avsked från det tidigare regementet och blev 17 juli 1876 volontär vid Livgardet till häst. Han avlade 28 oktober 1876 officersexamen och blev 24 november 1876 underlöjtnant vid regementet.
Wachtmeister blev 31 december 1918 förste hovstallmästare.

### Familj
Wachtmeister gifte sig 25 augusti 1884 på Övedskloster i Öveds församling med friherrinnan Ebba Sofia Ramel (1865–1910), dotter till ryttmästaren friherre Otto Axel Povel Ramel och friherrinnan Charlotta Antoinette Louise Ulrika von Blixen-Finecke. De fick tillsammans barnen Elisabet Charlotta Sofia Wachtmeister (född 1885), kabinettskammarherren Gustaf Wachtmeister (1887–1978), Ebba Christina Wachtmeister (född 1889), som var gift med hovstallmästaren Claës Henrik Magnus König, och godsägaren Otto Carl Fredrik Wachtmeister (född 1897).